# Paulo Figueiredo
Paulo José Lopes de Figueiredo (Luanda, 20 novembre 1972) è un ex calciatore angolano, di ruolo centrocampista.
Possiede il passaporto portoghese.

## Carriera
Interno di centrocampo, Figueiredo è giunto in Romania dopo una lunga permanenza in piccole squadre portoghesi: il periodo più lungo (dal 1996 al 2004) l'ha trascorso al Santa Clara; ha inoltre giocato con Camacha do Madeira, Dragões Sandinenses e Varzim. Per due anni, dal 2006 al 2007, ha militato in Svezia, nell'Östers.
Nel 2009 è tornato a giocare in patria, nel Libolo fino al suo ritiro nel 2010.
Nel maggio 2006 è stato convocato dal CT della Nazionale angolana Luís Oliveira Gonçalves per disputare il campionato del mondo in Germania, prima storica partecipazione al torneo per l'ex colonia portoghese. Nelle tre partite è stato schierato da titolare, ma in tutte e tre è stato sostituito.
In occasione della Coppa d'Africa 2008 è stato scelto come capitano della nazionale.